# Książę łez
Książę łez (chiń. 淚王子; pinyin Lèi wángzǐ) – oparty na faktach hongkońsko-tajwański dramat historyczny z 2009 roku w reżyserii Yonfana.

## Fabuła
Akcja filmu toczy się na Tajwanie na początku lat 50. XX wieku, w okresie tzw. białego terroru. Jego bohaterkami są dwie siostry, których rodzice zostają pewnego dnia aresztowani pod zarzutem szpiegostwa na rzecz Komunistycznej Partii Chin, za co grozi wyrok śmierci.

## Wybrana obsada
Źródło: Filmweb
- Chang Hsiao-chuan – Sun Han-sun
- Zhu Xuan – Ping
- Wing Fan – Fan Chih-wei
- Terri Kwan – Pani Ouyang Qianjun
- Li Po-hsuan
- Tsai Pei-han
- Kenneth Tsang – Generał Li
- Jack Kao – Ah-Chang
- Lin Yo-wei – Nauczyciel Qiu

## Nominacje i nagrody
Film startował w konkursie głównym o nagrodę Złotego Lwa na 66. MFF w Wenecji. Był także oficjalnym hongkońskim kandydatem do Oscara w kategorii najlepszy film nieanglojęzyczny; ostatecznie jednak nie uzyskał nominacji.